# Nová Telib
Nová Telib là một làng thuộc huyện Mladá Boleslav, vùng Středočeský, Cộng hòa Séc.